# 徐志伟
徐志伟（1956年—），男，四川人，中国计算机科学家，现任中国科学院计算技术研究所研究员、学术委员会主任。长期从事高性能计算体系结构，分布式计算系统与网络计算科学研究。

## 生平
1982年于成都电讯工程学院获得学士学位，1984年于普度大学获得硕士学位，1987年于美国南加州大学获得博士学位。